# Nederlandse kampioenschappen schaatsen sprint 1991
De Nederlandse kampioenschappen sprint 1991 voor mannen en vrouwen vormden een schaatsevenement dat onder auspiciën van de KNSB over de sprintvierkamp (2x 500, 2x 1000 meter) werd verreden. Het vond plaats in het weekend van 2 en 3 februari op de onoverdekte ijsbaan van het IJsstadion Drenthe in Assen, tegelijkertijd met de NK sprint voor junioren. Voor de mannen was het de 22e editie, voor de vrouwen de negende.
De NK sprint stond dit jaar na de NK allound (m/v) (5 + 6 januari) en de EK (m/v) (18-20 januari), tegelijkertijd met de WK allround (v) (ook 2 + 3 februari) en voor de WK allround (m) (9 + 10 februari), WK sprint (m/v) (23 + 24 februari) en de NK afstanden (2 + 3 maart voor mannen en 9 + 10 maart voor vrouwen) op de kalender. Daarvoor, tussendoor, tegelijkertijd en hierna vonden de wedstrijden plaats in het kader van het zesde seizoen van de wereldbeker schaatsen.
Mannen
Er namen veertien mannen deel, waaronder twee debutanten. Van deze twee nam Erik de Vries als enige deelnemer aan de NK sprint eerder dit jaar deel in het allroundtoernooi. De titel werd dit jaar behaald door Arie Loef, ook de kampioen van 1989 en de nummer twee in 1988, met een hoger puntentotaal dan die van junioren kampioen Falko Zandstra (157.190 tegen 157.110). De tweede positie werd ingenomen door Hans Janssen die voor het eerst plaats nam op het eindpodium, zijn puntentotaal was hoger dan de nummer-2 bij de junioren, Gerard van Velde (158.805 tegen 158.135). Gerjan van de Brink, de nummer twee van het vorige jaar, eindigde deze editie als derde. De twaalf te verdelen afstandmedailles werden door vijf verschillende rijders behaald.
Vrouwen
Er namen acht vrouwen deel, waaronder de drie debutanten Herma Meijer (de allroundkampioen van 1990), Sandra Zwolle en Marga Preuter die samen met Alida Pasveer eerder dit jaar aan het NK allround deelnamen. De titel werd dit jaar behaald door Marieke Stam die hiermee na haar derde plaats in 1986 voor de tweede keer op het erepodium stond. Viervoudig kampioen en titelhoudster Christine Aaftink bezette deze editie plaats twee, ze stond hiermee voor het vijfde opeenvolgende jaar op het eindpodium. De derde positie op het eindpodium werd ingenomen door debutante Herma Meijer. De twaalf te verdelen afstandmedailles werden door deze drie podiumgasten behaald.
WK sprint
De Nederlandse delegatie bij de WK sprint bestond bij de mannen uit het trio Hans Janssen, Gerard van Velde en reserve Gerjan van de Brink, hij verving Arie Loef die vanwege een blessure was afgehaakt. Bij de vrouwen werd de top-4 van deze NK sprint, Marieke Stam, Christine Aaftink, Herma Meijer en (na selectiemoment met Sandra Voetelink) Anita Loorbach, afgevaardigd

## Afstandmedailles
Mannen
| Afstand  | 1e                  | 2e                  | 3e            |
| -------- | ------------------- | ------------------- | ------------- |
| 1e 500m  | Arie Loef           | Menno Boelsma       | Hans Janssen  |
| 1e 1000m | Arie Loef           | Gerjan van de Brink | Erik de Vries |
| 2e 500m  | Arie Loef           | Menno Boelsma       | Hans Janssen  |
| 2e 1000m | Gerjan van de Brink | Hans Janssen        | Arie Loef     |

Vrouwen
| Afstand  | 1e                | 2e                | 3e                |
| -------- | ----------------- | ----------------- | ----------------- |
| 1e 500m  | Christine Aaftink | Marieke Stam      | Herma Meijer      |
| 1e 1000m | Christine Aaftink | Marieke Stam      | Herma Meijer      |
| 2e 500m  | Marieke Stam      | Christine Aaftink | Herma Meijer      |
| 2e 1000m | Marieke Stam      | Herma Meijer      | Christine Aaftink |

## Eindklassementen

### Mannen
| Rang   | Schaatser            | Punten     | 500m           | 1000m        | 500m       | 1000m        |
| ------ | -------------------- | ---------- | -------------- | ------------ | ---------- | ------------ |
| Goud   | Arie Loef            | 157.190    | 1.38,77 (1)    | 1.18,67 (1)  | 39,13 (1)  | 1.19,91 (3)  |
| Zilver | Hans Janssen         | 158.420    | 1.39,28 (3)    | 1.19,68 (4)  | 39,41 (3)  | 1.19,78 (2)  |
| Brons  | Gerjan van de Brink  | 158.805    | 1.39,59 (5)    | 1.19,13 (2)  | 39,82 (6)  | 1.19,66 (1)  |
| 4      | Menno Boelsma        | 158.990    | 1.39,13 (2)    | 1.20,15 (8)  | 39,27 (2)  | 1.21,03 (5)  |
| 5      | Bauke Jonkman        | 159.915    | 1.39,63 (7)    | 1.20,08 (7)  | 39,64 (5)  | 1.21,21 (6)  |
| 6      | Jaco Mos             | 160.155    | 1.39,60 (6)    | 1.19,94 (6)  | 39,59 (4)  | 1.21,99 (12) |
| 7      | Arnold van der Poel  | 160.670    | 1.40,20 (10)   | 1.19,82 (5)  | 40,07 (10) | 1.20,98 (4)  |
| 8      | Jan Jan Brouwer      | 161.315    | 1.39,42 (4)    | 1.21,45 (12) | 39,88 (8)  | 1.22,58 (13) |
| 9      | Dirk Jan van Hameren | 161.355    | 1.40,00 (8)    | 1.20,71 (10) | 40,11 (11) | 1.21,78 (9)  |
| 10     | Jan Nieuwenhuizen    | 161.460    | 1.40,16 (9)    | 1.20,61 (12) | 40,30 (12) | 1.21,39 (7)  |
| 11     | Erik de Vries        | 162.630 pr | 1.40,65 (13)   | 1.19,48 (3)  | 41,39 (14) | 1.21,70 (8)  |
| 12     | Albert Krook         | 162.700 pr | 1.40,21 (11)   | 1.21,49 (13) | 40,78 (13) | 1.21,93 (11) |
| 13     | Tjerk Terpstra       | 162.930    | 1.40,23 (12)   | 1.22,89 (14) | 39,83 (7)  | 1.22,85 (14) |
| 14     | Martijn Kroonenberg  | 196.530    | 1.15,29 (14) * | 1.20,87 (11) | 39,91 (9)  | 1.21,79 (10) |

pr = persoonlijk record
* = met val

### Vrouwen
| Rang   | Schaatsster       | Punten     | 500m      | 1000m       | 500m      | 1000m       |
| ------ | ----------------- | ---------- | --------- | ----------- | --------- | ----------- |
| Goud   | Marieke Stam      | 170.650    | 42,35 (2) | 1.26,07 (2) | 42,25 (1) | 1.26,03 (1) |
| Zilver | Christine Aaftink | 171.350    | 42,13 (1) | 1.25,61 (1) | 42,69 (1) | 1.27,45 (3) |
| Brons  | Herma Meijer      | 172.145    | 42,48 (3) | 1.26,49 (3) | 42,86 (3) | 1.27,12 (2) |
| 4      | Anita Loorbach    | 173.825    | 42,60 (4) | 1.26,96 (4) | 43,15 (4) | 1.29,19 (6) |
| 5      | Alida Pasveer     | 175.330    | 43,92 (5) | 1.27,20 (5) | 43,92 (6) | 1.27,78 (4) |
| 6      | Sandra Zwolle     | 177.120    | 44,36 (8) | 1.27,81 (6) | 44,32 (7) | 1.29,07 (5) |
| 7      | Marga Preuter     | 177.610 pr | 44,10 (7) | 1.28,37 (7) | 44,42 (8) | 1.29,81 (7) |
| 8      | Tineke Hulzebosch | 179.680    | 43,98 (6) | 1.33,20 (8) | 43,39 (5) | 1.31,42 (8) |

pr = persoonlijk record